# 普莱斯蒂亚·阿拉卡德
普莱斯蒂亚·阿拉卡德(阿拉伯语：‎，2001年12月10日—）是一名加沙平民新聞工作者，为哈马斯从事反以色列宣传。

## 传
阿拉卡德就读于加沙的美国国际学校。之后，她毕业于北赛普勒斯的东地中海大学，获得新闻学和新媒体学士学位。以色列—哈马斯战争之前，阿拉卡德的网络内容主要是关于塞浦路斯和迪拜旅行的报道。
阿拉卡德开始在她的 Instagram 账户上发布有关以色列—哈马斯战争期间加沙生活的视频纪录片后，在互联网上出名。截至2023年12月15日，阿拉卡德在 Instagram 上获得了440万粉丝。截至2023年11月3日，她拥有210万粉丝。
阿拉卡德的视频发表在英国广播公司、美国广播公司、印度《今日商业》、《独立报》、 《纽约时报》和《华盛顿邮报》上。
2023年11月2日，《耶路撒冷邮报》透露阿拉卡德是哈马斯宣传队成员，指出阿拉卡德没有报道2023年10月7日哈马斯在以色列发动的突然袭击。阿拉卡德还声称，以色列军队轰炸了阿拉赫利医院，造成千余人死亡，尽管以色列国防军发言人和其他国家宣称医院爆炸是巴勒斯坦人发射的火箭失灵造成的。根据独立的国际调查，伊斯兰圣战造成的死亡人数不到50人。据各大新闻网站报道，截至2023年11月6日，《耶路撒冷邮报》披露阿拉卡德被认定为哈马斯的消息尚未得到回应。
2023年11月21日，阿拉卡德逃离加沙。

## 外部連結
- 普莱斯蒂亚·阿拉卡德的Instagram帳戶
- 普莱斯蒂亚·阿拉卡德的X（前Twitter）
- 普莱斯蒂亚·阿拉卡德的Facebook專頁